# Дискографія Mamamoo
Південнокорейський жіночий гурт Mamamoo з чотирьох учасниць випустив три студійні альбоми (включаючи два корейських і один японський), один збірний альбом, дванадцять мініальбомів, 26 синглів (включаючи два як запрошених артистів) і 17 промосинглів з моменту свого дебюту під WA Entertainment червня 2014 року. Станом на лютий 2021 року гурт продав майже 1,2 мільйона альбомів в усьому світі.
До свого офіційного дебюту Mamamoo випустили кілька спільних композицій протягом 2014 року, включаючи «Don't Be Happy» з Bumkey, «Peppermint Chocolate» з K.Will і за участю Wheesung і «Heeheehaheho» з Geeks. Найуспішніший із них, «Peppermint Chocolate», досяг десятого місця в цифровому чарті Gaon і сьомого місця в Billboard K-Pop Hot 100. Було продано понад 600 000 цифрових копій. 18 червня 2014 року гурт випустив свій дебютний мініальбом Hello та офіційний дебютний сингл «Mr. Ambiguous» (Mr. 애매모호). Їхній перший телевізійний виступ відбувся на шоу Mnet M Countdown. У листопаді гурт повернувся зі своїм другим мініальбомом Piano Man і однойменним головним синглом. У квітні 2015 року гурт випустив пісню «Ааааааа!» (아훕!), що стала їхньою спільною роботою з колегою по лейблу Esna, як перший сингл з майбутнього третього мініальбому.
Mamamoo випустили Pink Funky, свій третій мініальбом, і сингл «Um Oh Ah Yeh» (음오아예) 19 червня 2015 року. «Um Oh Ah Yeh» посів третє місце в цифровому чарті Gaon, що зробило його першим синглом гурту, який потрапив до трійки лідерів. У вересні гурт випустив «Girl Crush» як промо-сингл для відеогри Innisia Nest. Mamamoo випустили «I Miss You» як перший сингл зі свого майбутнього дебютного студійного альбому Melting 29 січня 2016 року, а 12 лютого пішов «Taller Than You» .
Melting вийшов з третім офіційним синглом «You're the Best» (넌 is 뭔들) 26 лютого 2016 року. Альбом посів друге місце в чарті Gaon Album Chart, тоді як «You're the Best» посів перше місце в чарті Digital Chart, і він став першим їхнім синглом номером один у чарті. 6 березня композиція «You're the Best» принесла гурту першу в історії перемогу в музичному шоу на SBS Inkigayo і загалом вісім перемог. У квітні вони випустили сингл «Woo Hoo» для LG G5 and Friends, а в серпні вони випустили цифровий сингл-альбом, що складається з треків «Angel» і «Dab Dab». Того вересня вони випустили «New York» як попередній сингл із свого наступного мініальбому. Їх четвертий мініальбом Memory вийшов разом із ще одним синглом «Décalcomanie» у листопаді 2016 року. У червні 2017 року Mamamoo випустили свій п'ятий мініальбом Purple і головний сингл «Yes I Am».
У 2018 році Mamamoo розпочали серію альбомів «Four Seasons, Four Colours», розпочавши проєкт попереднім синглом «Paint Me» у січні. Перший внесок у серії альбомів, шостий мініальбом гурту Yellow Flower, вийшов із синглом «Starry Night» у березні 2018 року. «Starry Night» стала одним із найуспішніших синглів гурту; у листопаді він отримав платиновий сертифікат Корейської асоціації музики та вмісту за 100 мільйонів стрімів, а в липні 2019 року отримав сертифікат за 2,5 мільйона платних завантажень. Другий альбом проєкту «Four Seasons, Four Colours», мініальбом Red Moon, вийшов у липні разом із синглом «Egotistic». Red Moon став першим записом гурту в чарті Billboard Heatseekers Albums, посівши 25 місце. Третій альбом у серії, Blue;s, вийшов із синглом «Wind Flower» у листопаді того ж року.
У березні 2019 року Mamamoo випустили свій дев'ятий мініальбом і останню частину серії «Four Seasons, Four Colours», White Wind і її головний сингл «Gogobebe». Того липня вони випустили «Gleam» як промо-сингл для Davich Sunglasses. 7 серпня гурт випустив свій японський дебютний альбом 4Colors. З серпня по жовтень вони брали участь у реаліті-шоу Mnet Queendom, в якому посіли перше місце. В рамках шоу вони випустили оригінальну пісню «Destiny». У листопаді Mamamoo випустили свій другий корейський студійний альбом Reality in Black і його головний сингл «Hip». Reality in Black дебютував під номером один у чарті альбомів Gaon, забезпечивши гурту третє місце в чарті. «Hip» посів перше місце в чарті Billboard World Digital Songs Sales, зробивши його першим номером один в історії гурту.
У січні 2020 року Mamamoo випустили пісню «I Miss You», що стала саундтреком до фільму «Доктор Романтик 2». Далі були сольні альбоми учасниць — дебютний мініальбом Мунбьоль Dark Side of the Moon, дебютний сингл-альбом Соли Spit It Out і дебютний мініальбом Хваси María. Протягом першої половини 2020 року гурт випустив промо-сингл «Wanna Be Myself» у співпраці з Andar 10 вересня. 20 жовтня Mamamoo випустили «Dingga», перший сингл зі свого майбутнього десятого мініальбому. Десятий мініальбом гурту Travel вийшов 3 листопада 2020 року з другим синглом «Aya». Японська версія Travel вийшла 3 лютого 2021 року. Одинадцятий мініальбом гурту WAW, що означає «Where Are We», вийшов 2 червня 2021 року з головним синглом «Where Are We Now».

## Альбоми

### Студійні альбоми
| Назва            | Деталі альбому                                                                               | Пікові позиції у чартах | Пікові позиції у чартах | Пікові позиції у чартах | Пікові позиції у чартах | Продажі                                                                |
| Назва            | Деталі альбому                                                                               | KOR                     | JPN                     | JPN Hot                 | US World                | Продажі                                                                |
| ---------------- | -------------------------------------------------------------------------------------------- | ----------------------- | ----------------------- | ----------------------- | ----------------------- | ---------------------------------------------------------------------- |
| Melting          | - Реліз: 26 лютого 2016 - Лейбл: RBW - Формат: CD, цифрове завантаження                      | 2                       | —                       | —                       | 8                       | - Південна Корея: 53,600                                               |
| 4colors          | - Реліз: 7 серпня 2019 - Лейбл: Victor Entertainment - Формат: CD, DVD, цифрове завантаження | —                       | 14                      | 18                      | —                       | - Японія: 7,966                                                        |
| Reality in Black | - Реліз: 14 листопада 2019 - Лейбл: RBW - Формат: CD, цифрове завантаження                   | 1                       | 27                      | 53                      | 11                      | - Південна Корея: 124,000 - КНР: 156,000 - Японія: 2,586 - США : 1,000 |

### Збірки
| Назва                   | Деталі альбому                                                           | Пікові позиції у чартах | Пікові позиції у чартах | Пікові позиції у чартах | Продажі                                |
| Назва                   | Деталі альбому                                                           | KOR                     | JPN                     | JPN Hot                 | Продажі                                |
| ----------------------- | ------------------------------------------------------------------------ | ----------------------- | ----------------------- | ----------------------- | -------------------------------------- |
| I Say Mamamoo: The Best | - Реліз: 15 вересня 2021 - Лейбл: RBW - Формат: CD, цифрове завантаження | 8                       | 43                      | 97                      | - Південна Корея: 59,155 - Японія: 853 |

## Мініальбоми
| Назва                                                                       | Деталі альбому                                                                                  | Пікові позиції у чартах | Пікові позиції у чартах | Пікові позиції у чартах | Пікові позиції у чартах | Пікові позиції у чартах | Пікові позиції у чартах | Продажі                                                   |
| Назва                                                                       | Деталі альбому                                                                                  | KOR                     | FRA DL                  | JPN                     | JPN Hot                 | US Heat                 | US World                | Продажі                                                   |
| --------------------------------------------------------------------------- | ----------------------------------------------------------------------------------------------- | ----------------------- | ----------------------- | ----------------------- | ----------------------- | ----------------------- | ----------------------- | --------------------------------------------------------- |
| Hello                                                                       | - Реліз: 18 червня 2014 - Лейбл: WA Entertainment - Формат: CD, цифрове завантаження            | 9                       | —                       | —                       | —                       | —                       | —                       | - Південна Корея: 12,900                                  |
| Piano Man                                                                   | - Реліз: 21 листопада 2014 - Лейбл: WA Entertainment - Формат: CD, цифрове завантаження         | 8                       | —                       | —                       | —                       | —                       | —                       | - Південна Корея: 6,900                                   |
| Pink Funky                                                                  | - Реліз: 19 червня 2015 - Лейбл: RBW - Формат: CD, цифрове завантаження                         | 6                       | —                       | —                       | —                       | —                       | 7                       | - Південна Корея: 18,300                                  |
| Memory                                                                      | - Реліз: 7 листопада 2016 - Лейбл: RBW - Формат: CD, цифрове завантаження                       | 3                       | —                       | —                       | —                       | —                       | 12                      | - Південна Корея: 59,900 - Японія: 795                    |
| Purple                                                                      | - Реліз: 22 червня 2017 - Лейбл: RBW - Формат: CD, цифрове завантаження                         | 2                       | —                       | —                       | —                       | —                       | 1                       | - Південна Корея: 61,200 - США: 1,000 - Японія: 341       |
| Yellow Flower                                                               | - Реліз: 7 березня 2018 - Лейбл: RBW - Формат: CD, цифрове завантаження                         | 1                       | —                       | —                       | —                       | —                       | 7                       | - Південна Корея: 68,000                                  |
| Red Moon                                                                    | - Реліз: 16 липня 2018 - Лейбл: RBW - Формат: CD, цифрове завантаження                          | 3                       | 48                      | —                       | —                       | 25                      | 4                       | - Південна Корея: 74,400 - США: 1,000                     |
| Blue;S                                                                      | - Реліз: 29 листопада 2018 - Лейбл: RBW - Формат: CD, цифрове завантаження                      | 7                       | 173                     | —                       | —                       | —                       | —                       | - Південна Корея: 67,700                                  |
| White Wind                                                                  | - Реліз: 14 березня 2019 - Лейбл: RBW - Формат: CD, цифрове завантаження                        | 1                       | 101                     | —                       | —                       | —                       | 5                       | - Південна Корея: 75,800                                  |
| Travel                                                                      | - Реліз: 3 листопада 2020 - Лейбл: RBW, Victor Entertainment - Формат: CD, цифрове завантаження | 2                       | Н/Д                     | 4                       | 5                       | —                       | —                       | - Південна Корея: 174,600 - КНР: 141,000 - Японія: 14,554 |
| WAW                                                                         | - Реліз: 2 червня 2021 - Лейбл: RBW - Формат: CD, цифрове завантаження                          | 5                       | Н/Д                     | 17                      | 13                      | —                       | —                       | - Південна Корея: 135,200 - Японія: 5,252                 |
| Mic On                                                                      | - Реліз: 11 жовтня 2022 - Лейбл: RBW - Формат: CD, цифрове завантаження                         | 7                       | Н/Д                     | —                       | —                       | —                       | —                       | - Південна Корея: 137,792                                 |
| «—» релізи, що не потрапили у чарти або не виходили у відповідних регіонах. |                                                                                                 |                         |                         |                         |                         |                         |                         |                                                           |

## Сингли

### Як головний виконавець
| Назва | Рік  | Пікові позиції у чартах | Пікові позиції у чартах | Пікові позиції у чартах | Пікові позиції у чартах | Пікові позиції у чартах | Пікові позиції у чартах | Пікові позиції у чартах | Пікові позиції у чартах | Продажі                                            | Сертифікації                                    | Альбом                  |
| Назва | Рік  | KOR                     | KOR Billb.              | HUN                     | JPN                     | JPN Hot                 | NZ Hot                  | SGP                     | US World                | Продажі                                            | Сертифікації                                    | Альбом                  |
| --- | ---- | ----------------------- | ----------------------- | ----------------------- | ----------------------- | ----------------------- | ----------------------- | ----------------------- | ----------------------- | -------------------------------------------------- | ----------------------------------------------- | ----------------------- |
| «Don't Be Happy» (кор. 행복하지마) (з Bumkey)                                                                           | 2014 | 20                      | 24                      | —                       | —                       | —                       | —                       | —                       | —                       | - Південна Корея: 171,000                          | Н/Д                                             | Hello                   |
| «Peppermint Chocolate» (кор. 썸남썸녀) (з K.Will та Wheesung)                                                           | 2014 | 10                      | 7                       | —                       | —                       | —                       | —                       | —                       | —                       | - Південна Корея: 607,000                          | Н/Д                                             | Hello                   |
| «Heeheehaheho» (кор. 히히하헤호) (з Geeks)                                                                              | 2014 | 50                      | —                       | —                       | —                       | —                       | —                       | —                       | —                       | - Південна Корея: 81,000                           | Н/Д                                             | Hello                   |
| «Mr. Ambiguous» (кор. Mr. 애매모호)                                                                                     | 2014 | 19                      | 28                      | —                       | —                       | —                       | —                       | —                       | —                       | - Південна Корея: 446,000                          | Н/Д                                             | Hello                   |
| «Piano Man» | 2014 | 41                      | *                       | —                       | —                       | —                       | —                       | —                       | —                       | - Південна Корея: 309,000                          | Н/Д                                             | Piano Man               |
| «Ahh Oop!» (кор. 아훕!) (з eSNa)                                                                                        | 2015 | 67                      | *                       | —                       | —                       | —                       | —                       | —                       | —                       | - Південна Корея: 67,000                           | Н/Д                                             | Pink Funky              |
| «Um Oh Ah Yeh» (кор. 음오아예)                                                                                          | 2015 | 3                       | *                       | —                       | —                       | —                       | —                       | —                       | —                       | - Південна Корея: 1,188,000                        | Н/Д                                             | Pink Funky              |
| «I Miss You» | 2016 | 7                       | *                       | —                       | —                       | —                       | —                       | —                       | 16                      | - Південна Корея: 812,000                          | Н/Д                                             | Melting                 |
| «Taller Than You» (кор. 1cm의 자존심)                                                                                   | 2016 | 5                       | *                       | —                       | —                       | —                       | —                       | —                       | 8                       | - Південна Корея: 485,000                          | Н/Д                                             | Melting                 |
| «You're the Best» (кор. 넌 is 뭔들)                                                                                     | 2016 | 1                       | *                       | —                       | —                       | —                       | —                       | —                       | 3                       | - Південна Корея: 1,428,000                        | Н/Д                                             | Melting                 |
| «New York» | 2016 | 9                       | *                       | —                       | —                       | —                       | —                       | —                       | —                       | - Південна Корея: 252,000                          | Н/Д                                             | Memory                  |
| «Décalcomanie» (кор. 데칼코마니)                                                                                        | 2016 | 2                       | 53                      | —                       | 11                      | 38                      | —                       | —                       | 12                      | - Південна Корея: 2,500,000 - Японія: 9,444 (Phy.) | Н/Д                                             | Memory                  |
| «Yes I Am» (кор. 나로 말할 것 같으면)                                                                                   | 2017 | 2                       | 1                       | —                       | —                       | —                       | —                       | —                       | 7                       | - Південна Корея: 1,110,000 - США: 1,000           | Н/Д                                             | Purple                  |
| «Paint Me» (кор. 칠해줘)                                                                                                | 2018 | 36                      | 43                      | —                       | —                       | —                       | —                       | —                       | 22                      | Н/Д                                                | Н/Д                                             | Yellow Flower           |
| «Starry Night» (кор. 별이 빛나는 밤)                                                                                    | 2018 | 2                       | 1                       | —                       | —                       | —                       | —                       | —                       | 8                       | - Південна Корея: 2,500,000                        | - KMCA: Platinum (Str.) - KMCA: Platinum (Dig.) | Yellow Flower           |
| «Rainy Season» (кор. 장마)                                                                                              | 2018 | 2                       | 3                       | —                       | —                       | —                       | —                       | —                       | —                       | Н/Д                                                | Н/Д                                             | Red Moon                |
| «Egotistic» (кор. 너나 해)                                                                                              | 2018 | 4                       | 4                       | —                       | —                       | —                       | —                       | 27                      | 4                       | Н/Д                                                | Н/Д                                             | Red Moon                |
| «Wind Flower» | 2018 | 9                       | 10                      | —                       | 16                      | 62                      | —                       | —                       | 16                      | - Японія: 7,097 (Phy.)                             | Н/Д                                             | Blue;s                  |
| «Gogobebe» (кор. 고고베베)                                                                                              | 2019 | 5                       | 2                       | —                       | —                       | —                       | 34                      | 25                      | 2                       | Н/Д                                                | Н/Д                                             | White Wind              |
| «Hip» | 2019 | 4                       | 2                       | —                       | —                       | 39                      | 35                      | 14                      | 1                       | - США: 2,000                                       | - KMCA: Platinum (Str.) - RIAJ: Gold            | Reality in Black        |
| «Dingga» (кор. 딩가딩가)                                                                                                | 2020 | 7                       | 5                       | —                       | —                       | 58                      | —                       | 21                      | 8                       | Н/Д                                                | Н/Д                                             | Travel                  |
| «Aya» | 2020 | 37                      | 21                      | —                       | —                       | —                       | —                       | 27                      | 17                      | Н/Д                                                | Н/Д                                             | Travel                  |
| «Where Are We Now» | 2021 | 93                      | 46                      | —                       | —                       | —                       | —                       | —                       | 24                      | Н/Д                                                | Н/Д                                             | WAW                     |
| «Mumumumuch» (кор. 하늘 땅 바다만큼)                                                                                    | 2021 | 102                     | —                       | —                       | —                       | —                       | —                       | —                       | —                       | Н/Д                                                | Н/Д                                             | I Say Mamamoo: The Best |
| «Illella» (кор. 일낼라)                                                                                                 | 2022 | 66                      | —                       | 27                      | —                       | —                       | —                       | 30                      | 5                       | Н/Д                                                | Н/Д                                             | Mic On                  |
| «—» релізи, що не потрапили у чарти або не виходили у відповідних регіонах. «*» чарти, що не існували на момент релізу. |      |                         |                         |                         |                         |                         |                         |                         |                         |                                                    |                                                 |                         |

### Як запрошений виконавець
| Назва                                                       | Рік  | Пікові позиції у чартах | Продажі (DL)              | Альбом                    |
| Назва                                                       | Рік  | KOR                     | Продажі (DL)              | Альбом                    |
| ----------------------------------------------------------- | ---- | ----------------------- | ------------------------- | ------------------------- |
| «Stand Up» (Basick featuring Mamamoo)                       | 2015 | 21                      | - Південна Корея: 255,000 | Show Me the Money 4       |
| «To Bride» (Yurisangja featuring Mamamoo)                   | 2017 | —                       | Н/Д                       | Twenty                    |
| «Let's Dance» (신난다) (B.Ryong of SSAK3 featuring Mamamoo) | 2020 | 6                       | Н/Д                       | 두리쥬와 X Linda X 신난다 |

### Промо-сингли
| Назва                                                                                                 | Рік  | Пікові позиції у чартах | Пікові позиції у чартах | Пікові позиції у чартах | Продажі (DL)              | Album                                          |
| Назва                                                                                                 | Рік  | KOR                     | KOR Hot                 | US World                | Продажі (DL)              | Album                                          |
| --- | ---- | ----------------------- | ----------------------- | ----------------------- | ------------------------- | ---------------------------------------------- |
| «Love Lane»                                                                                           | 2014 | 26                      | *                       | —                       | - Південна Корея: 258,000 | Marriage, Not Dating OST and Piano Man         |
| «This Song» (кор. 이 노래) (з Loco)                                                                   | 2014 | 65                      | *                       | —                       | - Південна Корея: 73,000  | My Lovely Girl OST                             |
| «My Everything» (кор. 내 눈 속엔 너)                                                                  | 2015 | 93                      | *                       | —                       | - Південна Корея: 27,000  | SPY OST                                        |
| «Girl Crush»                                                                                          | 2015 | 13                      | *                       | —                       | - Південна Корея: 320,000 | Innisia Nest and Melting                       |
| «Woo Hoo» (кор. 기대해도 좋은 날)                                                                     | 2016 | 15                      | *                       | —                       | - Південна Корея: 191,000 | LG G5 and Friends and Memory                   |
| «Sexy Man» (кор. 섹시한 남자)                                                                         | 2016 | —                       | *                       | —                       | - Південна Корея: 22,000  | Two Yoo Project Sugar Man Pt. 30               |
| «Love»                                                                                                | 2017 | 6                       | *                       | —                       | - Південна Корея: 444,000 | Goblin OST                                     |
| «Double Trouble Couple»                                                                               | 2017 | 46                      | *                       | —                       | - Південна Корея: 60,000  | Strong Girl Bong-soon OST                      |
| «Open Your Mind» (кор. 마음아 열려라)                                                                 | 2017 | —                       | *                       | —                       | - Південна Корея: 18,000  | Man to Man OST                                 |
| «Taste the Feeling»                                                                                   | 2017 | —                       | —                       | —                       | Н/Д                       | Сингл без альбому                              |
| «Gloomy Coincidence» (кор. 우울한 우연)                                                               | 2018 | —                       | —                       | —                       | Н/Д                       | Two Yoo Project Sugar Man 2 Pt. 7              |
| «You in My Dreams»                                                                                    | 2018 | —                       | —                       | —                       | Н/Д                       | Suits OST                                      |
| «Everyday» (кор. 매일 봐요)                                                                           | 2018 | 85                      | —                       | —                       | Н/Д                       | Сингл без альбому                              |
| «Wow»                                                                                                 | 2019 | 111                     | 99                      | —                       | Н/Д                       | Search: WWW OST                                |
| «Gleam» (кор. 다 빛이나)                                                                              | 2019 | 89                      | 83                      | 15                      | Н/Д                       | Сингл без альбому                              |
| «I Miss You» (кор. 자꾸 더 보고싶은 사람)                                                             | 2020 | 101                     | 89                      | —                       | Н/Д                       | Dr. Romantic 2 OST                             |
| «Wanna Be Myself» (кор. 나는 안다르다)                                                                | 2020 | 93                      | 51                      | 11                      | Н/Д                       | Travel                                         |
| «Don't Worry, Dear» (with Yoo Hee-yeol, Yoon Jong-shin, Jannabi, Lee Juck, 10cm, and Jung Seung-hwan) | 2020 | —                       | —                       | —                       | Н/Д                       | You Hee Yeol's Sketchbook: 50th Voice, Vol. 79 |
| «MMM Simile (Live Ver.)»                                                                              | 2023 | —                       | —                       | —                       | Н/Д                       | Hwa Sa Show, Vol. 3                            |
| «—» релізи, що не потрапили у чарти або не виходили у відповідних регіонах.                           |      |                         |                         |                         |                           |                                                |

## Інші пісні у чартах
| Назва | Рік  | Пікові позиції у чартах | Пікові позиції у чартах | Пікові позиції у чартах | Продажі (DL)              | Альбом                                       |
| Назва | Рік  | KOR                     | KOR Hot                 | US World                | Продажі (DL)              | Альбом                                       |
| --- | ---- | ----------------------- | ----------------------- | ----------------------- | ------------------------- | -------------------------------------------- |
| «Words Don't Come Easy» (кор. 우리끼리)                                                                                 | 2016 | 84                      | *                       | —                       | - Південна Корея: 52,200  | Melting                                      |
| «Friday Night» (кор. 금요일밤) (featuring Junggigo)                                                                     | 2016 | 52                      | *                       | —                       | - Південна Корея: 80,000  | Melting                                      |
| «My Hometown» (кор. 고향이)                                                                                             | 2016 | 115                     | *                       | —                       | - Південна Корея: 24,000  | Melting                                      |
| «Emotion» | 2016 | 91                      | *                       | —                       | - Південна Корея: 44,000  | Melting                                      |
| «Funky Boy» | 2016 | 116                     | *                       | —                       | - Південна Корея: 24,000  | Melting                                      |
| «Recipe» (кор. 나만의)                                                                                                  | 2016 | 123                     | *                       | —                       | - Південна Корея: 22,000  | Melting                                      |
| «Cat Fight» (кор. 고양이)                                                                                               | 2016 | 128                     | *                       | —                       | - Південна Корея: 22,700  | Melting                                      |
| «Just» | 2016 | 124                     | *                       | —                       | - Південна Корея: 23,000  | Melting                                      |
| «Memory» (кор. 그리고 그리고 그려봐)                                                                                    | 2016 | 85                      | *                       | —                       | - Південна Корея: 27,000  | Memory                                       |
| «Moderato» (featuring Hash Swan)                                                                                        | 2016 | —                       | *                       | —                       | - Південна Корея: 25,000  | Memory                                       |
| «I Love Too» (кор. 놓지 않을게)                                                                                         | 2016 | 91                      | *                       | —                       | - Південна Корея: 26,000  | Memory                                       |
| «Finally» | 2017 | 42                      | 41                      | —                       | - Південна Корея: 72,000  | Purple                                       |
| «Love and Hate» (кор. 구차해)                                                                                           | 2017 | 51                      | 88                      | —                       | - Південна Корея: 61,000  | Purple                                       |
| «Da Ra Da» (кор. 다라다)                                                                                                | 2017 | 80                      | —                       | —                       | - Південна Корея: 74,000  | Purple                                       |
| «Aze Gag» (кор. 아재개그)                                                                                               | 2017 | 23                      | 20                      | —                       | - Південна Корея: 225,000 | Purple                                       |
| «Star Wind Flower Sun» (кор. 별 바람 꽃 태양)                                                                           | 2018 | 51                      | 28                      | —                       | Н/Д                       | Yellow Flower                                |
| «Be Calm» (кор. 덤덤해지네)                                                                                             | 2018 | —                       | —                       | —                       | Н/Д                       | Yellow Flower                                |
| «Rude Boy» | 2018 | —                       | —                       | —                       | Н/Д                       | Yellow Flower                                |
| «Spring Fever» (кор. 봄타)                                                                                              | 2018 | —                       | —                       | —                       | Н/Д                       | Yellow Flower                                |
| «Midnight Summer Dream» (кор. 여름밤의 꿈)                                                                              | 2018 | 92                      | —                       | —                       | Н/Д                       | Red Moon                                     |
| «Sky! Sky!» (кор. 하늘하늘 (청순))                                                                                      | 2018 | —                       | —                       | —                       | Н/Д                       | Red Moon                                     |
| «Sleep in the Car» (кор. 잠이라도 자지)                                                                                 | 2018 | —                       | —                       | —                       | Н/Д                       | Red Moon                                     |
| «No More Drama» | 2018 | —                       | —                       | —                       | Н/Д                       | Blue;S                                       |
| «Hello» | 2018 | —                       | —                       | —                       | Н/Д                       | Blue;S                                       |
| «Better Than I Thought» (кор. 생각보단 괜찮아)                                                                          | 2018 | —                       | —                       | —                       | Н/Д                       | Blue;S                                       |
| «Morning» | 2018 | —                       | —                       | —                       | Н/Д                       | Blue;S                                       |
| «Where R U» | 2019 | 143                     | —                       | —                       | Н/Д                       | White Wind                                   |
| «Waggy» (кор. 쟤가 걔야)                                                                                                | 2019 | 131                     | —                       | —                       | Н/Д                       | White Wind                                   |
| «25» | 2019 | 183                     | —                       | —                       | Н/Д                       | White Wind                                   |
| «Bad Bye» | 2019 | 190                     | —                       | —                       | Н/Д                       | White Wind                                   |
| «My Star» | 2019 | —                       | —                       | —                       | Н/Д                       | White Wind                                   |
| «4season (Outro)» | 2019 | —                       | —                       | —                       | Н/Д                       | White Wind                                   |
| «Good Luck» | 2019 | —                       | —                       | 12                      | Н/Д                       | Queendom Cover Song Performances Part 1      |
| «Destiny» (кор. 우린 결국 다시 만날 운명이었지)                                                                         | 2019 | 68                      | 36                      | 7                       | Н/Д                       | Queendom Final Comeback and Reality in Black |
| «Universe» | 2019 | —                       | —                       | —                       | Н/Д                       | Reality in Black                             |
| «Ten Nights» (кор. 열 밤)                                                                                               | 2019 | 194                     | —                       | —                       | Н/Д                       | Reality in Black                             |
| «4x4ever» | 2019 | —                       | —                       | —                       | Н/Д                       | Reality in Black                             |
| «Better» | 2019 | —                       | —                       | —                       | Н/Д                       | Reality in Black                             |
| «Hello Mama» | 2019 | —                       | —                       | —                       | Н/Д                       | Reality in Black                             |
| «ZzZz» (кор. 심심해) | 2019 | —                       | —                       | —                       | Н/Д                       | Reality in Black                             |
| «Reality» | 2019 | —                       | —                       | —                       | Н/Д                       | Reality in Black                             |
| «High Tension» (кор. 춤을 춰)                                                                                           | 2019 | —                       | —                       | —                       | Н/Д                       | Reality in Black                             |
| «I'm Your Fan» | 2019 | —                       | —                       | —                       | Н/Д                       | Reality in Black                             |
| «Travel» | 2020 | —                       | —                       | —                       | Н/Д                       | Travel                                       |
| «Chuck» (кор. 척) | 2020 | —                       | —                       | —                       | Н/Д                       | Travel                                       |
| «Diamond» | 2020 | —                       | —                       | —                       | Н/Д                       | Travel                                       |
| «Good Night» (кор. 잘자)                                                                                                | 2020 | —                       | —                       | —                       | Н/Д                       | Travel                                       |
| «Another Day» (кор. 내일의 너, 오늘의 나)                                                                               | 2021 | —                       | —                       | —                       | Н/Д                       | WAW                                          |
| «A Memory for Life» (кор. 애써)                                                                                         | 2021 | —                       | —                       | —                       | Н/Д                       | WAW                                          |
| «Destiny Part.2» (кор. 우린 결국 다시 만날 운명이었지 Part.2)                                                           | 2021 | —                       | —                       | —                       | Н/Д                       | WAW                                          |
| «Happier Than Ever» (кор. 분명 우린 그때 좋았었어)                                                                      | 2021 | —                       | —                       | —                       | Н/Д                       | I Say Mamamoo: The Best                      |
| «Paint Me» (Orchestra Version) (кор. 칠해줘 (Orchestra Version)                                                         | 2021 | —                       | —                       | —                       | Н/Д                       | I Say Mamamoo: The Best                      |
| «Starry Night» (Orchestra Version) (кор. 별이 빛나는 밤 (Orchestra Version)                                             | 2021 | —                       | —                       | —                       | Н/Д                       | I Say Mamamoo: The Best                      |
| «Gogobebe» (Rock Version) (кор. 고고베베 (Rock Version))                                                                | 2021 | —                       | —                       | —                       | Н/Д                       | I Say Mamamoo: The Best                      |
| «Egotistic» (Blistering Sun Version) (кор. 너나 해 (Blistering Sun Version)                                             | 2021 | —                       | —                       | —                       | Н/Д                       | I Say Mamamoo: The Best                      |
| «You're the Best 2021» (кор. 넌 is 뭔들 2021)                                                                           | 2021 | —                       | —                       | —                       | Н/Д                       | I Say Mamamoo: The Best                      |
| «I Miss You 2021» | 2021 | —                       | —                       | —                       | Н/Д                       | I Say Mamamoo: The Best                      |
| «HeeHeeHaHeHo Part.2» (кор. 히히하헤호 Part.2)                                                                          | 2021 | —                       | —                       | —                       | Н/Д                       | I Say Mamamoo: The Best                      |
| «Words Don't Come Easy 2021» (кор. 우리끼리 2021)                                                                       | 2021 | —                       | —                       | —                       | Н/Д                       | I Say Mamamoo: The Best                      |
| «Piano Man 2021» | 2021 | —                       | —                       | —                       | Н/Д                       | I Say Mamamoo: The Best                      |
| «Ahh Oop 2021» | 2021 | —                       | —                       | —                       | Н/Д                       | I Say Mamamoo: The Best                      |
| «Decalcomanie 2021» (кор. 데칼코마니 2021)                                                                              | 2021 | —                       | —                       | —                       | Н/Д                       | I Say Mamamoo: The Best                      |
| «Aya» (Traditional Version)                                                                                             | 2021 | —                       | —                       | —                       | Н/Д                       | I Say Mamamoo: The Best                      |
| «Hip» (Remix Version)                                                                                                   | 2021 | —                       | —                       | —                       | Н/Д                       | I Say Mamamoo: The Best                      |
| «A Little Bit 2021» (кор. 따끔 2021)                                                                                    | 2021 | —                       | —                       | —                       | Н/Д                       | I Say Mamamoo: The Best                      |
| «Wind Flower» (Dramatic Version)                                                                                        | 2021 | —                       | —                       | —                       | Н/Д                       | I Say Mamamoo: The Best                      |
| «Um Oh Ah Yeh 2021» (кор. 음오아예 2021)                                                                                | 2021 | —                       | —                       | —                       | Н/Д                       | I Say Mamamoo: The Best                      |
| «Don't Be Happy 2021» (кор. 행복하지마 2021)                                                                            | 2021 | —                       | —                       | —                       | Н/Д                       | I Say Mamamoo: The Best                      |
| «Peppermint Chocolate (MMM Version)» (кор. 썸남썸녀 (MMM Version))                                                      | 2021 | —                       | —                       | —                       | Н/Д                       | I Say Mamamoo: The Best                      |
| «Destiny (Extended Version)» (кор. 우린 결국 다시 만날 운명이었지 (Extended Version)                                    | 2021 | —                       | —                       | —                       | Н/Д                       | I Say Mamamoo: The Best                      |
| «Mr. Ambiguous 2021» (кор. Mr.애매모호 2021)                                                                            | 2021 | —                       | —                       | —                       | Н/Д                       | I Say Mamamoo: The Best                      |
| «Yes I Am (Funk Boost Version)» (кор. 나로 말할 것 같으면 (Funk Boost Version))                                         | 2021 | —                       | —                       | —                       | Н/Д                       | I Say Mamamoo: The Best                      |
| «1,2,3 Eoi!» (кор. 하나둘셋 어이!)                                                                                      | 2022 | —                       | *                       | 8                       | Н/Д                       | Mic On                                       |
| «L.I.E.C.» | 2022 | —                       | *                       | 10                      | Н/Д                       | Mic On                                       |
| «—» релізи, що не потрапили у чарти або не виходили у відповідних регіонах. «*» чарти, що не існували на момент релізу. |      |                         |                         |                         |                           |                                              |

## Музичні відео
| Назва                                             | Рік  | Режисер                                              | Прим.   |
| ------------------------------------------------- | ---- | ---------------------------------------------------- | ------- |
| «Don't Be Happy» (with Bumkey)                    | 2014 | Min Oh                                               | [ 140 ] |
| «Peppermint Chocolate» (with K.Will and Wheesung) | 2014 | Min Oh                                               | [ 141 ] |
| «Mr. Ambiguous»                                   | 2014 | Min Oh                                               | [ 142 ] |
| «Piano Man»                                       | 2014 | METAOLOZ                                             | [ 143 ] |
| «Ahh Oop!» (with Esna)                            | 2015 | Digipedi                                             | [ 144 ] |
| «Um Oh Ah Yeh»                                    | 2015 | Purple Straw Film                                    | [ 145 ] |
| «Stand Up» (with Basick)                          | 2015 | Невідомий                                            | Н/Д     |
| «Girl Crush»                                      | 2015 | Невідомий                                            | Н/Д     |
| «Taller Than You»                                 | 2016 | Vegetarian Pitbull                                   | [ 146 ] |
| «You're the Best»                                 | 2016 | Purple Straw Film                                    | [ 147 ] |
| «Recipe»                                          | 2016 | Невідомий                                            | Н/Д     |
| «My Hometown»                                     | 2016 | Невідомий                                            | Н/Д     |
| «Woo Hoo»                                         | 2016 | Purple Straw Film                                    | [ 148 ] |
| «New York»                                        | 2016 | Hong Won Ki (Zanybros)                               |         |
| «I Love Too»                                      | 2016 | Hong Won Ki (Zanybros)                               |         |
| «Décalcomanie»                                    | 2016 | Hong Won Ki (Zanybros)                               | [ 149 ] |
| «Memory»                                          | 2016 | Невідомий                                            | Н/Д     |
| «Aze Gag»                                         | 2017 | Hong Won Ki (Zanybros)                               | [ 150 ] |
| «Yes I Am»                                        | 2017 | Hong Won Ki (Zanybros)                               | [ 151 ] |
| «Paint me»                                        | 2018 | Hong Won Ki (Zanybros)                               | [ 152 ] |
| «Star Wind Flower Sun»                            | 2018 | Hong Won Ki (Zanybros)                               | [ 153 ] |
| «Starry Night»                                    | 2018 | Hong Won Ki (Zanybros)                               | [ 154 ] |
| «Everyday»                                        | 2018 | Hor Jaewon, Kim Jiyoung (RBW)                        | [ 155 ] |
| «Sky Sky»                                         | 2018 | Hor Jaewon, Kim Jiyoung (RBW)                        | [ 156 ] |
| «Egotistic»                                       | 2018 | Hong Won Ki (Zanybros)                               | [ 157 ] |
| «Wind Flower»                                     | 2018 | Hong Won Ki, Lee Haejin (Zanybros)                   | [ 158 ] |
| «gogobebe»                                        | 2019 | Hong Won Ki, Park Seong Won (Zanybros)               | [ 159 ] |
| «Gleam»                                           | 2019 | Kim Sung Joo (핀츨리로드, 꾸욱꾸욱)                  | [ 160 ] |
| «HIP»                                             | 2019 | Hong Won Ki, Bae Myeong Hyun (Zanybros)              | [ 161 ] |
| «Wanna Be Myself»                                 | 2020 | Hong Won-ki, Lee Haejin (Zanybros)                   | [ 162 ] |
| «Dingga»                                          | 2020 | Hong Won-ki, Park Sangwon (Zanybros)                 | [ 163 ] |
| «AYA»                                             | 2020 | Hong Won-ki, Bae Myounghyun, Park Sangwon (Zanybros) | [ 164 ] |
| «Where Are We Now»                                | 2021 | Hobin (a HOBIN film)                                 | [ 165 ] |
| «mumumumuch»                                      | 2021 | Yoo Sungkyun (Sunny Visual)                          | [ 166 ] |
| «Illella»                                         | 2022 | Bae Myounghyun (Zanybros)                            |         |
| «하나둘셋 어이!(1, 2, 3 Eoi!)»                    | 2022 | Bae Myounghyun (Zanybros)                            |         |

## Виноски
1. ↑  Продажі розраховані на основі цифрових завантажень, якщо не зазначено інше.
2. ↑  У квітні 2018 чарт Gaon представив сертифікації для музичних альбомів, цифрових завантажень та стримінгу.
3. ↑  Включно з чартами Billboard K-pop Hot 100 (2011-2014, 2017-2022) та Billboard South Korea Songs (2022-донині). Чарт Billboard K-pop Hot 100 був запущений 25 серпня 2011 і існував до 16 липня 2014[80]. The chart was re-established on June 4, 2017, but was discontinued on April 30, 2022 and replaced by South Korea Songs from Billboard's Hits of the World series[81].
4. ↑  Сингл «Where Are We Now»не увійшов до чарту RIAS Top Streaming Chart, але посів 23 місце у RIAS Top Regional Streaming Chart[106].
5. ↑  Сингл «Sexy Man» не оптрапив у Gaon Digital Chart, але посів 76 місце у Gaon Download Chart[114].
6. ↑  «Open Your Mind» did not enter the Gaon Digital Chart, but it peaked at number 100 on the component Gaon Download Chart.[118]
7. ↑  «Gloomy Coincidence» did not enter the Gaon Digital Chart, but it peaked at number 78 on the component Download Chart.[119]
8. ↑  «Moderato» did not enter the Gaon Digital Chart, but it peaked at number 42 on the component Download Chart.[126]
9. ↑  «Be Calm» did not enter the Gaon Digital Chart, but it peaked at number 35 on the component Download Chart.[119]
10. ↑  «Rude Boy» did not enter the Gaon Digital Chart, but it peaked at number 27 on the component Download Chart.[119]
11. ↑  «Spring Fever» did not enter the Gaon Digital Chart, but it peaked at number 30 on the component Download Chart.[119]
12. ↑  «Sky! Sky!» did not enter the Gaon Digital Chart, but it peaked at number 35 on the component Download Chart.[131]
13. ↑  "Sleep in the Car" did not enter the Gaon Digital Chart, but it peaked at number 32 on the component Download Chart.[131]
14. ↑  "No More Drama" did not enter the Gaon Digital Chart, but it peaked at number 51 on the component Download Chart.[132]
15. ↑  "Hello" did not enter the Gaon Digital Chart, but it peaked at number 98 on the component Download Chart.[132]
16. ↑  "Better Than I Thought" did not enter the Gaon Digital Chart, but it peaked at number 64 on the component Download Chart.[132]
17. ↑  «Morning» did not enter the Gaon Digital Chart, but it peaked at number 92 on the component Download Chart.[132]
18. ↑  «My Star» did not enter the Gaon Digital Chart, but it peaked at number 39 on the component Download Chart.[133]
19. ↑  «4season (Outro)» did not enter the Gaon Digital Chart, but it peaked at number 59 on the component Download Chart.[133]
20. ↑  «Good Luck» did not enter the Gaon Digital Chart, but it peaked at number 162 on the component Download Chart.[134]
21. ↑  «Universe» did not enter the Gaon Digital Chart, but it peaked at number 66 on the component Download Chart.[135]
22. ↑  «4x4ever» did not enter the Gaon Digital Chart, but it peaked at number 64 on the component Download Chart.[135]
23. ↑  «Better» did not enter the Gaon Digital Chart, but it peaked at number 69 on the component Download Chart.[135]
24. ↑  «Hello Mama» did not enter the Gaon Digital Chart, but it peaked at number 83 on the component Download Chart.[135]
25. ↑  "ZzZz" did not enter the Gaon Digital Chart, but it peaked at number 80 on the component Download Chart.[135]
26. ↑  «Reality» did not enter the Gaon Digital Chart, but it peaked at number 85 on the component Download Chart.[135]
27. ↑  «High Tension» did not enter the Gaon Digital Chart, but it peaked at number 76 on the component Download Chart.[135]
28. ↑  «I'm Your Fan» did not enter the Gaon Digital Chart, but it peaked at number 81 on the component Download Chart.[135]
29. ↑  «Travel» did not enter the Gaon Digital Chart, but it debuted at number 42 on the component Download Chart.[136]
30. ↑  «Chuck» did not enter the Gaon Digital Chart, but it debuted at number 52 on the component Download Chart.[136]
31. ↑  «Diamond» did not enter the Gaon Digital Chart, but it debuted at number 75 on the component Download Chart.[136]
32. ↑  «Good Night» did not enter the Gaon Digital Chart, but it debuted at number 62 on the component Download Chart.[136]
33. ↑  «Another Day» did not enter the Gaon Digital Chart, but it debuted at number 41 on the component Download Chart.[137]
34. ↑  «A Memory for Life» did not enter the Gaon Digital Chart, but it debuted at number 48 on the component Download Chart.[137]
35. ↑  "Destiny Part.2" did not enter the Gaon Digital Chart, but it debuted at number 47 on the component Download Chart.[137]
36. ↑  «Happier than Ever» did not enter the Gaon Digital Chart, but it debuted at number 75 on the component Download Chart.[138]
37. ↑  «Paint Me» (Orchestra ver.) did not enter the Gaon Digital Chart, but it debuted at number 112 on the component Download Chart.[138]
38. ↑  «Starry Night» (Orchestra ver.) did not enter the Gaon Digital Chart, but it debuted at number 106 on the component Download Chart.[138]
39. ↑  «Gogobebe» (Rock ver.) did not enter the Gaon Digital Chart, but it debuted at number 109 on the component Download Chart.[138]
40. ↑  «Egotistic» (Blistering sun ver.) did not enter the Gaon Digital Chart, but it debuted at number 121 on the component Download Chart.[138]
41. ↑  «You're the Best 2021» did not enter the Gaon Digital Chart, but it debuted at number 114 on the component Download Chart.[138]
42. ↑  «I Miss You 2021» did not enter the Gaon Digital Chart, but it debuted at number 125 on the component Download Chart.[138]
43. ↑  «HeeHeeHaHeHo Part.2» did not enter the Gaon Digital Chart, but it debuted at number 130 on the component Download Chart.[138]
44. ↑  «Words Don't Come Easy 2021» did not enter the Gaon Digital Chart, but it debuted at number 137 on the component Download Chart.[138]
45. ↑  «Piano Man 2021» did not enter the Gaon Digital Chart, but it debuted at number 120 on the component Download Chart.[138]
46. ↑  «Ahh Oop 2021» did not enter the Gaon Digital Chart, but it debuted at number 135 on the component Download Chart.[138]
47. ↑  "Decalcomanie 2021" did not enter the Gaon Digital Chart, but it debuted at number 119 on the component Download Chart.[138]
48. ↑  «AYA (Traditional ver.)» did not enter the Gaon Digital Chart, but it debuted at number 139 on the component Download Chart.[138]
49. ↑  «Hip» (Remix ver.) did not enter the Gaon Digital Chart, but it debuted at number 118 on the component Download Chart.[138]
50. ↑  «A little bit 2021» did not enter the Gaon Digital Chart, but it debuted at number 140 on the component Download Chart.[138]
51. ↑  «Wind flower» (Dramatic ver.) did not enter the Gaon Digital Chart, but it debuted at number 133 on the component Download Chart.[138]
52. ↑  «Um Oh Ah Yeh 2021» did not enter the Gaon Digital Chart, but it debuted at number 129 on the component Download Chart.[138]
53. ↑  «Don't Be Happy 2021» did not enter the Gaon Digital Chart, but it debuted at number 131 on the component Download Chart.[138]
54. ↑  «Peppermint Chocolate (MMM ver.)» did not enter the Gaon Digital Chart, but it debuted at number 134 on the component Download Chart.[138]
55. ↑  "Destiny (Extended ver.)" did not enter the Gaon Digital Chart, but it debuted at number 141 on the component Download Chart.[138]
56. ↑  «Mr. Ambiguous 2021» did not enter the Gaon Digital Chart, but it debuted at number 142 on the component Download Chart.[138]
57. ↑  «Yes I am (Funk boost ver.)» did not enter the Gaon Digital Chart, but it debuted at number 138 on the component Download Chart.[138]
58. ↑  «1,2,3 Eoi!» did not enter the Circle Digital Chart, but it debuted at number 27 on the component Download Chart.[139]
59. ↑  «L.I.E.C.» did not enter the Circle Digital Chart, but it debuted at number 25 on the component Download Chart.[139]

1. ↑  Сингл «Décalcomanie (Japanese Version)» вийшов 3 жовтня 2018, як дебютний японський сингл гурту.
2. ↑  Сингл «Wind Flower (Japanese Version)» вийшов 6 лютого 2019.
3. ↑  Сингл «Hip (Japanese Version)» вийшов 5 лютого 2020 та увійшов до японського видання альбому Reality In Black, що вийшов 11 березня 2020.
4. ↑  «Dingga (Japanese Version)» was released as a digital single on January 20, 2021 and included on the Japanese edition of Travel on February 3, 2021.
5. ↑  Цифровий сингл «Aya (Japanese Version)» вийшов 27 січня 2021 та увійшов до японського видання альбому Travel, що вийшов 3 лютого 2021.
6. ↑  Цифровий сингл «Where Are We Now (Japanese Version)» вийшов 23 вересня 2021 та увійшов до японського видання альбому WAW, що вийшов 29 вересня 2021.
7. ↑  Промо-сингл «Girl Crush» вийшов у колаборації Innisia Nest.
8. ↑  "Woo Hoo" was released as a promotional single in collaboration with brand "LG G5".
9. ↑  «Taste the Feeling» was released as a promotional single in collaboration with Coca-Cola.
10. ↑  Originally performed by Kola.
11. ↑  «Everyday» was released as a promotional single in collaboration with brand "BIO".
12. ↑  "Gleam" was released as a promotional single in collaboration with brand "Davich".
13. ↑  «Wanna Be Myself» was released as a promotional single in collaboration with brand "ANDAR".
14. ↑  «Don't Worry, Dear» is a remake of the original song from the Reply 1998 original soundtrack.
15. ↑  Though credited to Mamamoo, «Moderato» is a solo by Wheein, with featured vocals from Hash Swan.
16. ↑  Зазначені як Mamamoo, але «Love & Hate» це сольна пісня Мунбьоль.
17. ↑  Зазначені як Mamamoo, але «Da Ra Da» це сольна пісня Хвіін, з запрошеними артистами Джефом Бернатом та B.O.
18. ↑  Зазначені як Mamamoo, але «Be Calm» це сольна пісня Хваси.
19. ↑  Though credited to Mamamoo, "Hello" is a solo by Solar.
20. ↑  Зазначені як Mamamoo, але «25» це сольна пісня Хвіін.
21. ↑  «Good Luck» is a cover of the 2016 AOA song of the same name.